# Reese Brantmeier
Reese Brantmeier (* 5.  Oktober 2004) ist eine US-amerikanische Tennisspielerin.

## Karriere
Brantmeier spielt vor allem auf der ITF Junior World Tennis Tour und der ITF Women’s World Tennis Tour, wo sie bislang einen Titel in Einzel und zwei im Doppel gewinnen konnte.
Im Mai 2019 erreichte sie als 15-Jährige mit Partnerin Kimmi Hance das Finale im Damendoppel des mit 15.000 US-Dollar dotierten ITF-Turniers in Naples, wo die Paarung gegen Belinda Woolcock und Mara Schmidt mit 3:6, 7:5 und [6:10] verlor. Bei den US Open 2019 erhielt Brantmeier eine Wildcard für die Qualifikation zum Hauptfeld des Dameneinzel, wo sie Denisa Allertová mit 6:3, 4:6 und 1:6 unterlag. Im Juniorinneneinzel erreichte sie das Viertelfinale, wo sie Alexandra Yepifanova mit 6:4, 3:6 und 1:6 unterlag. Im Juniorinnendoppel startete sie mit Kimmi Hance. Die beiden verloren aber bereits ihr Erstrundenmatch mit 3:6 und 1:6 gegen Romana Čisovská und Anastassija Tichonowa.
2020 gewann sie mit Partnerin Kimmi Hance die Orange Bowl.
2021 gewann sie mit Partnerin Ashlyn Krueger das J1 Roehampton und mit Kimmi Hance das J1 San Diego. Bei den French Open schied sie sowohl im Juniorinneneinzel als auch im Juniorinnendoppel mit Partnerin Elvina Kalieva bereits in der ersten Runde aus. In Wimbledon erreichte sie im Juniorinneneinzel das Achtelfinale, im Juniorinnendoppel mit Partnerin Elvina Kalieva das Halbfinale. Bei den US Open 2021 erhielt sie eine Wildcard für die Qualifikation zum Hauptfeld des Dameneinzel. In der ersten Runde besiegte sie Wolha Hawarzowa mit 6:2 und 6:3.

## Turniersiege

### Einzel
| Nr. | Datum         | Turnier  | Kategorie | Belag     | Finalgegnerin | Ergebnis |
| --- | ------------- | -------- | --------- | --------- | ------------- | -------- |
| 1.  | 16. Juli 2023 | Lakewood | ITF W15   | Hartplatz | Haley Giavara | 6:4, 6:4 |

### Doppel
| Nr. | Datum           | Turnier | Kategorie | Belag     | Partnerin     | Finalgegnerinnen               | Ergebnis |
| --- | --------------- | ------- | --------- | --------- | ------------- | ------------------------------ | -------- |
| 1.  | 14. Januar 2023 | Naples  | ITF W25   | Sand      | Makenna Jones | Emily Appleton Quinn Gleason   | 6:4, 6:2 |
| 2.  | 24. Juni 2023   | Wichita | ITF W25   | Hartplatz | Maria Mateas  | Ava Markham Alina Shcherbinina | 6:2, 6:4 |